# ترزا کنبلووا
ترزا کنبلووا (چکی: Tereza Kneblová؛ زادهٔ ۱۱ آوریل ۲۰۰۳) قایقران اسلالوم زن اهل جمهوری چک است.
وی در مسابقات کشوری و بین‌المللی در مجموع برندهٔ ۱۴ مدال طلا، ۷ مدال نقره، ۲ مدال برنز شده‌است.